# Marble Point
Marble Point (in italiano punto del marmo) è un promontorio roccioso della terra della regina Victoria, Dipendenza di Ross, in Antartide.
Localizzato ad una latitudine di 77° 26′ S ed una longitudine di 163° 50′ E, di fronte al limite sud del ghiacciaio pedemontano Wilson, il luogo delimita l'estremità settentrionale della baia Bernacchi, a quasi 4 chilometri a nord di capo Bernacchi.
Mappato durante la spedizione Nimrod del 1907-09 di Ernest Shackleton, è stato chiamato così perché venne trovato del marmo nelle vicinanze.